# Lisle-en-Barrois
Lisle-en-Barrois är en kommun i departementet Meuse i regionen Grand Est (tidigare regionen Lorraine) i nordöstra Frankrike. Kommunen ligger i kantonen Vaubecourt som tillhör arrondissementet Bar-le-Duc. År 2022 hade Lisle-en-Barrois 28 invånare.

## Befolkningsutveckling
Antalet invånare i kommunen Lisle-en-Barrois
| Referens: INSEE |